# لارس سامويلسون
لارس سامويلسون (بالسويدية: Lars Samuelson)‏ هو فيزيائي سويدي، ولد في 20 ديسمبر 1948.